# Copa del Caribe de 2017
La Copa del Caribe Scotiabank 2017 fue la fase final de la Copa del Caribe 2016-17, el torneo de selecciones masculinas de fútbol de la CFU. Inició el 22 de junio de 2017 y terminó el 25 de junio de 2017. Martinica fue la sede de la fase final del torneo. El campeón fue Curazao, logrando su primer título en esta competición.

## Clasificación

### Equipos Clasificados
Cuatro equipos se clasificaron para la fase final de torneo. Los cuatro equipos también se clasificaron a la Copa Oro de la Concacaf 2017.
| Equipo           | Clasificación                 | Copa del Caribe fase final última participación | Rendimiento anterior                         | Ranking FIFA al inicio de la competición |
| ---------------- | ----------------------------- | ----------------------------------------------- | -------------------------------------------- | ---------------------------------------- |
| Jamaica          | Tercera Ronda Grupo 1 ganador | 16°                                             | Campeón (1991, 1998, 2005, 2008, 2010, 2014) | 79°                                      |
| Guayana Francesa | Tercera Ronda Grupo 2 ganador | 4°                                              | Subcampeón (2016)                            | N/A2                                     |
| Curazao          | Tercera Ronda Grupo 3 ganador | 4°1                                             | Campeón (2016)                               | 70°                                      |
| Martinica        | Tercera Ronda Grupo 4 ganador | 13°                                             | Campeón (1993)                               | N/A2                                     |

indica que el equipo correspondiente fue anfitrión o coanfitrión del evento. 

 1. Esta es la segunda aparición de  Curazao desde la disolución de la  Antillas Neerlandesas, como su sucesor directo (en cuanto a la pertenencia a asociaciones de fútbol), heredando la membresía de la FIFA y el récord competitivo de la ex nación.

 2. La  Guayana Francesa y  Martinica no son miembros de la FIFA, por lo que no tienen un Ranking FIFA.

### Etapa Eliminatoria
Si siguen empatados después de los 90', se juega tiempo extra, y si siguen empatados después del tiempo extra, se utiliza la tanda de penaltis para determinar el ganador.

#### Cuadro
|  | Semifinales      | Semifinales |   |                  | Final        | Final |  |
|  |                  |             |   |                  |              |       |  |
|  |                  |             |   |                  |              |       |  |
|  | 22 de junio      |             |   |                  |              |       |  |
|  | Jamaica (p)      | 1 (4)       |   |                  |              |       |  |
|  | Guayana Francesa | 1 (2)       |   |                  |              |       |  |
|  |                  |             |   |                  |              |       |  |
|  |                  |             |   |                  | 25 de junio  |       |  |
|  |                  |             |   |                  | Jamaica      | 1     |  |
|  |                  | Curazao     | 2 |                  |              |       |  |
|  |                  |             |   |                  |              |       |  |
|  |                  |             |   |                  |              |       |  |
|  |                  |             |   |                  | Tercer lugar |       |  |
|  | 22 de junio      | 22 de junio |   | 25 de junio      | 25 de junio  |       |  |
|  | Martinica        | 1           |   | Guayana Francesa | 1            |       |  |
|  | Curazao          | 2           |   |                  | Martinica    | 0     |  |

### Semifinales
| 22 de junio de 2017 | Jamaica                                     | 1:1 (1:1, 0:1) (t. s.)(4:2 p.) | Guayana Francesa                   | Estadio Pierre Aliker, Fort-de-France |                             |
|                     | Johnson 70'                                 | Reporte                        | Baal 21'                           | Árbitro(s): Wilson da Costa           | Árbitro(s): Wilson da Costa |
|                     |                                             | Tiros desde el punto penal     |                                    |                                       |                             |
|                     | Binns · Gordon · Nicholson · Fisher · Burke |                                | Issorat · Evens · Legrand · Fabien |                                       |                             |

| 22 de junio de 2017 | Curazao                           | 2:1 (0:1) | Martinica  | Estadio Pierre Aliker, Fort-de-France |                              |
|                     | Nepomuceno 57' (pen.) · Janga 76' | Reporte   | Arquin 17' | Árbitro(s): Ricangel de Luca          | Árbitro(s): Ricangel de Luca |

### Tercer Lugar
| 25 de junio de 2017 | Martinica | 0:1 (0:0) | Guayana Francesa | Estadio Pierre Aliker, Fort-de-France |                           |
|                     |           | Reporte   | Privat 74'       | Árbitro(s): Sherwin Moore             | Árbitro(s): Sherwin Moore |

### Final
| 25 de junio de 2017 | Jamaica      | 1:2 (0:1) | Curazao      | Estadio Pierre Aliker, Fort-de-France |                               |
|                     | Harriott 82' | Reporte   | Hooi 10' 84' | Árbitro(s): Michele Rodríguez         | Árbitro(s): Michele Rodríguez |

| Bandera de Curazao |
| Campeón Curazao    |
| 1º título          |